# Rhamnales
Rhamnales is een botanische naam voor een orde van planten. De naam is gevormd uit de familienaam Rhamnaceae. Een orde onder deze naam werd erkend in het Cronquist-systeem (1981), alwaar de orde bestond uit
- orde Rhamnales
  - familie Leeaceae
  - familie Rhamnaceae
  - familie Vitaceae

In het Wettstein-systeem (1935), waar de orde werd ingedeeld in de onderklasse Choripetalae, had ze de volgende samenstelling:
- orde Rhamnales
  - familie Rhamnaceae
  - familie Vitaceae

Dit komt erop neer dat dezelfde planten tot de orde behoren, aangezien Wettstein geen aparte familie Leeaceae erkende, maar Leea indeelde in de Vitaceae.
In het APG II-systeem (2003) komt de orde niet meer voor. Het blijkt geen goed taxon.